# Sheridan (Missouri)
Sheridan – miasto w Stanach Zjednoczonych, w stanie Missouri, w hrabstwie Worth.